# Lucas Colitto
Lucas Andrés Colitto (San Martín, Provincia de Buenos Aires, Argentina; 1 de junio de 1994) es un futbolista argentino. Juega como mediocampista por izquierda y su primer equipo fue Defensores de Belgrano. Actualmente milita en Cusco FC de la Liga 1 del Perú.

## Trayectoria
Lucas Colitto se formó en las inferiores de Defensores de Belgrano y tuvo su debut como profesional con la camiseta del Dragón el 4 de agosto de 2012, en el empate 2-2 ante Atlanta: ese día ingresó a los 42 del ST en reemplazo de Martín Batallini.
Para la temporada 2014/15 ficha por Arouca de Portugal para afrontar la Primera División de Portugal.
Fue enviado a préstamo a Unión de Santa Fe por 2 temporadas.
Para el 2016 ficha porHerediano de Costa Rica siendo considerado uno de los peores refuerzos del semestrre.
Además jugó porGualaceo de Ecuador, Fénix,  y Atlanta,
A mediados del 2019 ficha por Barracas Central Fue parte del equipo que hizo historia al ascender de categoría en el 2021, logrando anotar en la tanda de penales.
Luego de una buena temporada en el fútbol argentino, firma por Deportivo Cuenca de Ecuador.
A inicios del 2024 fichó por Cusco F.C, logrando tener una buena temporada en el fútbol peruano, logrando clasificar a la Copa Sudamericana 2025. Realizó una buena campaña en lo colectivo y personal, es recordado por anotarle a Alianza Lima en la última fecha del Torneo Clausura, dejando así sin posibilidades de campeonar al elenco blanquiazul.

## Estadísticas
- Actualizado el 20 de julio de 2025

| Club                             | Div.                | Temporada           | Liga | Liga | Copa Nacional | Copa Nacional | Copa Internacional | Copa Internacional | Total | Total |
| Club                             | Div.                | Temporada           | PJ   | G    | PJ            | G             | PJ                 | G                  | PJ    | G     |
| -------------------------------- | ------------------- | ------------------- | ---- | ---- | ------------- | ------------- | ------------------ | ------------------ | ----- | ----- |
| Defensores de Belgrano Argentina | 3.ª                 | 2012/13             | 31   | 2    | 0             | 0             | -                  | -                  | 31    | 2     |
| Defensores de Belgrano Argentina | 3.ª                 | 2013/14             | 31   | 0    | 1             | 0             | -                  | -                  | 32    | 0     |
| Defensores de Belgrano Argentina | 3.ª                 | 2016                | 11   | 0    | -             | -             | -                  | -                  | 11    | 0     |
| Defensores de Belgrano Argentina | Total               | Total               | 73   | 2    | 1             | 0             | -                  | -                  | 74    | 2     |
| Arouca Portugal                  | 1.ª                 | 2014/15             | 6    | 0    | 2             | 0             | -                  | -                  | 8     | 0     |
| Arouca Portugal                  | Total               | Total               | 6    | 0    | 2             | 0             | -                  | -                  | 8     | 0     |
| Unión Argentina                  | 1.ª                 | 2015                | 0    | 0    | -             | -             | -                  | -                  | 0     | 0     |
| Unión Argentina                  | Total               | Total               | 0    | 0    | -             | -             | -                  | -                  | 0     | 0     |
| Herediano · Costa Rica           | 1.ª                 | 2016                | 8    | 0    | -             | -             | 1                  | 0                  | 9     | 0     |
| Herediano · Costa Rica           | Total               | Total               | 8    | 0    | -             | -             | 1                  | 0                  | 9     | 0     |
| Gualaceo · Ecuador               | 2.ª                 | 2017                | 12   | 0    | -             | -             | -                  | -                  | 12    | 0     |
| Gualaceo · Ecuador               | Total               | Total               | 12   | 0    | -             | -             | -                  | -                  | 12    | 0     |
| Fénix Argentina                  | 3.ª                 | 2017/18             | 28   | 5    | -             | -             | -                  | -                  | 28    | 5     |
| Fénix Argentina                  | Total               | Total               | 28   | 5    | -             | -             | -                  | -                  | 28    | 5     |
| Atlanta Argentina                | 3.ª                 | 2018/19             | 32   | 5    | 1             | 0             | -                  | -                  | 33    | 5     |
| Atlanta Argentina                | Total               | Total               | 32   | 5    | 1             | 0             | -                  | -                  | 33    | 5     |
| Barracas Central Argentina       | 2.ª                 | 2019/20             | 18   | 0    | -             | -             | -                  | -                  | 18    | 0     |
| Barracas Central Argentina       | 2.ª                 | 2020                | 5    | 0    | -             | -             | -                  | -                  | 5     | 0     |
| Barracas Central Argentina       | 2.ª                 | 2021                | 35   | 5    | -             | -             | -                  | -                  | 35    | 5     |
| Barracas Central Argentina       | 1.ª                 | 2023                | 15   | 0    | 8             | 1             | -                  | -                  | 23    | 1     |
| Barracas Central Argentina       | Total               | Total               | 73   | 5    | 8             | 1             | -                  | -                  | 81    | 6     |
| Deportivo Cuenca · Ecuador       | 1.ª                 | 2022                | 28   | 1    | 1             | 0             | -                  | -                  | 29    | 1     |
| Deportivo Cuenca · Ecuador       | Total               | Total               | 28   | 1    | 1             | 0             | -                  | -                  | 29    | 1     |
| Cusco FC · Perú                  | 1.ª                 | 2024                | 33   | 6    | -             | -             | -                  | -                  | 33    | 6     |
| Cusco FC · Perú                  | 1.ª                 | 2025                | 16   | 1    | -             | -             | 1                  | 0                  | 17    | 1     |
| Cusco FC · Perú                  | Total               | Total               | 49   | 7    | -             | -             | 1                  | 0                  | 50    | 7     |
| Total en su carrera              | Total en su carrera | Total en su carrera | 309  | 25   | 13            | 1             | 2                  | 0                  | 324   | 26    |

## Palmarés
| Título                        | Club             | País      | Año  |
| ----------------------------- | ---------------- | --------- | ---- |
| Ascenso a la B Nacional       | Atlanta          | Argentina | 2019 |
| Ascenso a la Liga Profesional | Barracas Central | Argentina | 2021 |